# Хелена Булян
Хелена Булян (родена на 9 юли 1941 година в Джурдженовац) е хърватска актриса.

## Кариера
Дипломира се в Академията за драматични изкуства в Загреб през 1964 година. Същата година се присъединява към Загребския драматичен театър (дн. „Гавела“), благодарение на което получава роли в многобройни постановки — от Шекспировия „Хамлет“ до „Орфей слиза в Ада“ на Тенеси Уилямс.
Година по-късно е наградена на Международния фестивал на малките и експериментални сцени, провеждащ се и днес. Получава награди на фестивала „Гавелини вечери“ (1973), от Хърватската асоциация на драматичните артисти (1979), присъден ѝ е и „Златен лавров венец“ (1987) за ролята на графиня в постановките „Сватбата на Фигаро“ и „Фигаро се развежда“.
Играла е във филмите „Happening“, „Тимон“, „Слике из живота ударника“ и телевизионните програми „Мокра кожа“, „Дневник малог Перице“, „Американска јахта у сплитској луци“, „Клара Домбровска“, „Дора“ и „Пуна кућа“.
През 2001 година започва работа като извънреден професор в Академията за драматични изкуства.